# Chris Bachalo
Chris Bachalo (Portage la Prairie, 23 agosto 1965) è un fumettista canadese.
Disegnatore noto per il suo tratto stilizzato vicino allo stile cartoon, si fece conoscere per i suoi lavori per la DC Comics nella serie Shade, the Changing Man e nelle due serie dedicate a Morte, personaggio legato al Sandman di Neil Gaiman. Bachalo ha inoltre illustrato un gran numero di storie nelle collane legate agli X-Men per la Marvel Comics, tra le quali Generation X di cui è stato co-creatore insieme a Scott Lobdell.
Nel 2000 Bachalo ha pubblicato per la Image Comics una propria serie, Steampunk, creata insieme a Joe Kelly.

## Biografia
Bachalo è nato in Canada, ma si è trasferito negli Stati Uniti per frequentare l'Università statale della California a Long Beach, dove si è diplomato in arti grafiche e ha iniziato a realizzare fumetti nel circuito underground.

### DC Comics
Dopo il diploma, Bachalo ha iniziato a lavorare per la DC Comics illustrando il n. 12 della collana The Sandman (1989) e divenendo uno dei disegnatori regolari di Shade, the Changing Man, una vecchia serie ideata da Steve Ditko nel 1977 e riadattata dall'editore per un pubblico adulto con i testi di Peter Milligan, uno dei primi titoli pubblicati con il marchio Vertigo.
I primi lavori di Bachalo risentono dell'influenza di artisti come Sam Kieth, Bill Sienkiewicz e Michael Golden. Nel 1993 lo scrittore Neil Gaiman scelse Bachalo per la miniserie Death: l'alto costo della vita dedicata a Morte (Death), la sorella di Sandman. All'epoca quella di Sandman era una delle serie a fumetti più popolari e acclamate dalla critica e il suo lavoro per i tre numeri della miniserie, che fece vincere a Gaiman un Eisner Award, aumentarono la visibilità del disegnatore. Sempre in coppia con Gaiman, il Bachalo realizzò nel 1996 Death: The Time of Your Life, una seconda miniserie dedicata a Morte.
Dopo un periodo passato a lavorare per la Marvel, Bachalo tornò alla DC Comics nel 1999 per disegnare la miniserie The Witching Hour su testi di Jeph Loeb ancora con il marchio Vertigo.

### Marvel Comics
L'esordio di Bachalo per la Marvel Comics fu il primo numero della collana antologica X-Men Unlimited nel 1993 mentre era ancora il disegnatore di Shade. Nel 1994 lasciò Shade e la DC e iniziò a lavorare regolarmente per le testate mutanti. Disegnò anche i primi tre numeri della serie Ghost Rider 2099.
Nel 1994 fu incaricato di creare un nuovo gruppo di giovani mutanti insieme a Scott Lobdell, scrittore regolare degli X-Man. Generation X era incentrato su una nuova squadra di adolescenti ognuno dotato di poteri e caratteristiche particolari e a volte bizzarri. La serie ebbe un grande successo grazie allo stile atipico di Bachalo e ai testi spesso realistici e cinici di Lobdell. Bachalo disegnò la serie per tre anni, anche se con alcune lunghe pause tra un numero e l'altro, una di queste proprio per realizzare con Gaiman la seconda miniserie dedicata a Morte.
Nel periodo in cui disegnava Generation X, lo stile grafico di Bachalo cambiò, allineandosi in parte a quello vicino allo stile manga e dei cartoni animati giapponesi che Joe Madureira aveva già portato sulle pagine dei fumetti dedicati agli X-Men.
Nel 1997 Bachalo fu promosso e iniziò a lavorare per la testata Uncanny X-Men, il titolo più importante e popolare all'epoca, rimanendovi fino al 1998.

### Steampunk
Nel 2000 Bachalo lanciò una serie basata su personaggi di sua proprietà e ispirata al filone fantascientifico steampunk nella quale venivano emulate le atmosfere della prima narrativa fantascienticica ed era ambientata in una versione alternativa dei primi anni del XX secolo. La serie, intitolata proprio Steampunk , scritta da Joe Kelly, fu pubblicata con il marchio Cliffhanger della Image Comics, dedicato agli autori che mantenevano i diritti creativi sui personaggi. Inizialmente pianificata per durare 25 numeri, chiuse invece prematuramente con il n. 12, al termine del secondo arco narrativo.

### Il ritorno alla Marvel
Nei primi anni duemila, Bachalo lavorò ancora per diverse collane mutanti, tra le quali New X-Men su testi di Grant Morrison. Realizzò anche 6 numeri per la serie regolare di Capitan America.
Tra il 2006 e il 2008 Bachalo fu il disegnatore regolare delle principali testate dedicate agli X-Men, X-Men: Legacy, su testi di Mike Carey, e Uncanny X-Men. Nel 2011 fu tra gli iniziatori della nuova collana Wolverine and the X-Men nell'ambito dell'iniziativa X-Men: Regenesis.
Chris Bachalo è stato uno degli artisti che hanno curato l'operazione di rilancio del personaggio dell'Uomo Ragno nota come Un nuovo giorno (Brand New Day) insieme a Phil Jimenez, Steve McNiven e Salvador Larroca.
Dal 2015 realizza la versione della nuovissima Marvel del Dottor Strange, su testi di Jason Aaron.
Oltre a diverse copertine per la Marvel (tra cui alcune variant per la collana New Avengers), Bachalo ha disegnato e colorato alcune carte da collezione collegate alla serie di videogiochi Marvel vs. Capcom.
Al di fuori dei suoi lavori per la DC e la Marvel Comics, Bachalo ha realizzato un numero di Witchblade e uno di Elephantmen per la Image Comics.
Bachalo si è avvalso spesso di Antonio Fabela come colorista e Mark Buckingham e Tim Townsend come inchiostratori.